# Mézières-en-Gâtinais
Mézières-en-Gâtinais és un municipi francès, situat al departament del Loiret i a la regió de Centre – Vall del Loira. L'any 2007 tenia 261 habitants.

## Demografia

### Població
El 2007 la població de fet de Mézières-en-Gâtinais era de 261 persones. Hi havia 106 famílies, de les quals 34 eren unipersonals (13 homes vivint sols i 21 dones vivint soles), 38 parelles sense fills, 30 parelles amb fills i 4 famílies monoparentals amb fills.
La població ha evolucionat segons el següent gràfic:
Habitants censats

### Habitatges
El 2007 hi havia 133 habitatges, 112 eren l'habitatge principal de la família, 15 eren segones residències i 6 estaven desocupats. Tots els 132 habitatges eren cases. Dels 112 habitatges principals, 89 estaven ocupats pels seus propietaris, 22 estaven llogats i ocupats pels llogaters i 1 estava cedit a títol gratuït; 2 tenien una cambra, 8 en tenien dues, 33 en tenien tres, 31 en tenien quatre i 38 en tenien cinc o més. 68 habitatges disposaven pel capbaix d'una plaça de pàrquing. A 45 habitatges hi havia un automòbil i a 49 n'hi havia dos o més.

### Piràmide de població
La piràmide de població per edats i sexe el 2009 era:
| Homes | Edats   | Dones |
| ----- | ------- | ----- |
| 0     | 95 o +  | 0     |
| 8     | 90 a 94 | 0     |
| 4     | 85 a 89 | 4     |
| 0     | 80 a 84 | 0     |
| 0     | 75 a 79 | 4     |
| 12    | 70 a 74 | 8     |
| 8     | 65 a 69 | 12    |
| 0     | 60 a 64 | 4     |
| 8     | 55 a 59 | 0     |
| 8     | 50 a 54 | 0     |
| 16    | 45 a 49 | 8     |
| 4     | 40 a 44 | 0     |
| 0     | 35 a 39 | 4     |
| 12    | 30 a 34 | 8     |
| 4     | 25 a 29 | 8     |
| 0     | 20 a 24 | 8     |
| 4     | 15 a 19 | 0     |
| 8     | 10 a 14 | 4     |
| 0     | 5 a 9   | 4     |
| 8     | 0 a 4   | 8     |

## Economia
El 2007 la població en edat de treballar era de 159 persones, 125 eren actives i 34 eren inactives. De les 125 persones actives 114 estaven ocupades (69 homes i 45 dones) i 10 estaven aturades (5 homes i 5 dones). De les 34 persones inactives 12 estaven jubilades, 8 estaven estudiant i 14 estaven classificades com a «altres inactius».

### Ingressos
El 2009 a Mézières-en-Gâtinais hi havia 113 unitats fiscals que integraven 265 persones, la mediana anual d'ingressos fiscals per persona era de 17.080 €.

### Activitats econòmiques
Dels 10 establiments que hi havia el 2007, 4 eren d'empreses de construcció, 3 d'empreses de comerç i reparació d'automòbils, 1 d'una empresa de transport, 1 d'una empresa d'hostatgeria i restauració i 1 d'una empresa de serveis.
Dels 2 establiments de servei als particulars que hi havia el 2009, 1 era un paleta i 1 electricista.
L'únic establiment comercial que hi havia el 2009 era una botiga de mobles.
L'any 2000 a Mézières-en-Gâtinais hi havia 20 explotacions agrícoles que ocupaven un total de 1.064 hectàrees.

## Poblacions més properes
El següent diagrama mostra les poblacions més properes.